# Soledad del Valle
Soledad del Valle (Isabel Beatriz Pinto; * 22. August 1950) ist eine argentinische Tangosängerin.

## Leben und Wirken
Nachdem del Valle einen Wettbewerb der Stadt Ituzaingó gewonnen hatte, wurde sie von Virgilio Machado Ramos 1972 für Auftritte in seinem Lokal La Casa de Carlos Gardel engagiert. 1973 unternahm sie eine Tournee durch Japan. Danach trat sie an prominenten Veranstaltungsorten in Buenos Aires wie dem El Lagar del Virrey (später Michelangelo), La Posada de los Siete Peroles und dem Casablanca auf und tourte durch Argentinien. 1979 gewann sie den Wettbewerb Buenas Noches Buenos Aires.
1994 erschien bei MGM ihre erste CD Tango, esa diablura. Ihre zweite CD Flor de Tango folgte 1996. Für ihre Interpretation des Tangos Malena von Lucio Demare und Homero Manzi erhielt sie im selben Jahr einen Preis des Instituto de Oratoria. Am Teatro Astral trat sie 1997 in Flores Porteñas und im Folgejahr in Evocando Sentimientos auf. Auf Einladung der Secretaría de Cultura de la Nación war sie in der Saison 1998–99 Mitglied der Show Las Voces del Tango. Daneben wurde sie vom Kultursekratiat von Río Negro als Special Guest zum 25. Jahrestag des Festivals Pre-Cosquín eingeladen.
1999 wurde sie von der Argentine Association of Los Angeles für eine Tournee durch Kalifornien und Umgebung engagiert, bei der sie u. a. in Las Vegas, Riverside, San Diego und Tijuana auftrat. Del Valle hatte außerdem auch zahlreiche Auftritte im Hörfunk – u. a. bei Radio Buenos Aires, Radio Splendid, Radio Nacional und FM de la Ciudad – und in Fernsehshows wie Lionel Godoys La noche con amigos und Adelma Tacunaus El Fortín de los Tacunau.